# Zakochani młodzi lekarze
Zakochani młodzi lekarze (tytuł oryg. Young Doctors in Love) – amerykański film komediowy z 1982 roku.

## Obsada
- Sean Young − dr Stephanie Brody
- Michael McKean − dr Simon August
- Crystal Bernard − Julie
- Harry Dean Stanton − dr Oliver Ludwig
- Dabney Coleman − dr Joseph Prang
- Michael Richards − Malamud Callahan
- Patrick Macnee − Jacobs
- Taylor Negron − dr Phil Burns
- Ted McGinley − dr. Bucky DeVol
- Saul Rubinek − Floyd Kurtzman
- Héctor Elizondo − Angelo/Angela Bonafetti
- Demi Moore − praktykantka